# Santarcangelo Calcio
Santarcangelo Calcio ist ein italienischer Fußballverein aus Santarcangelo di Romagna. Der Verein wurde 1926 gegründet und trägt seine Heimspiele im Stadio Valentino Mazzola aus, das Platz bietet für 2.100 Zuschauer. Santarcangelo Calcio spielte bisher noch nie erst- oder zweitklassig und ist derzeit in der Serie D, der vierthöchsten Spielklasse in Italien, zu finden.

## Geschichte
Die Santarcangelo Calcio s.r.l. wurde 1926 bereits unter ihrem heutigen Namen gegründet. Der Verein ist beheimatet in Santarcangelo di Romagna, einer Stadt mit heutzutage ungefähr 22.000 Einwohnern in der Provinz Rimini in der norditalienischen Region Emilia-Romagna. Hinsichtlich der ersten Jahrzehnte seines Bestehens bis 1959 ist nicht einwandfrei geklärt, in welchen Ligen der Verein Fußball spielte. Erst ab 1959 ist festzustellen, dass auf regionalem Niveau in der Emilia-Romagna agiert wurde. Dies änderte sich auch zunächst nicht. Gelegentliche Auf- und Abstiege innerhalb der regionalen und unterklassigen Ligen mit eingerechnet, spielte Santarcangelo Calcio bis einschließlich 1982 in den Ligen der Region.
1982 gelang erstmals der Aufstieg in das Campionato Interregionale, die heutige Serie D. Dort konnte sich Santarcangelo einige Jahre halten und näherte sich in dieser Zeit sogar einem möglichen Aufstieg in die Drittklassigkeit an. So wurde man 1983/84 Dritter, 1984/85 Zweiter sowie 1982/83 und 1985/86 Vierter der jeweiligen Gruppe des Campeonato Interregionale. 1990 stieg Santarcangelo Calcio jedoch wieder aus der Viertklassigkeit ab und verschwand für einige Jahre im Regionalfußball der Emilia-Romagna.
Seit 1999/2000 spielt Santarcangelo Calcio nun ununterbrochen mindestens in der Serie D, die während dieser Zeit teilweise viert- und teilweise fünftklassig war. In diese Zeit fallen auch zwei Namensänderungen. So nannte man sich ab 2004 Associazione Sportiva Santarcangelo, ab 2006 Associazione Sportiva Dilettantistica Santarcangelo und schließlich ab 2011 wieder Santarcangelo Calcio. Insgesamt agierte Santarcangelo in den ersten Jahren nach der Rückkehr in die Serie D eher im Abstiegskampf. In der Saison 2010/11 beendete man die Girone F der Serie D dann aber als Erster vor Teramo Calcio und stieg in die Lega Pro Seconda Divisione, damals Italiens vierthöchste Spielklasse, auf. Dort gelang es Santarcangelo Calcio, sich zu etablieren. Durch einen fünften Platz in der Saison 2013/14 erreichte der Verein die Qualifikation für die als Zusammenlegung von Lega Pro Prima Divisione und Lega Pro Seconda Divisione neu gegründete Lega Pro, in der der Klub seither erstmals drittklassig spielt. 2017/18 geht Santarcangelo Calcio bereits in seine vierte Drittligasaison. Diese beendete man allerdings nur auf dem siebzehnten Tabellenplatz und verpasste daraufhin nach verlorenen Playout-Spielen gegen Vicenza Calcio den Klassenerhalt, sodass Santarcangelo seit 2018 wieder viertklassig antritt.

## Stadion

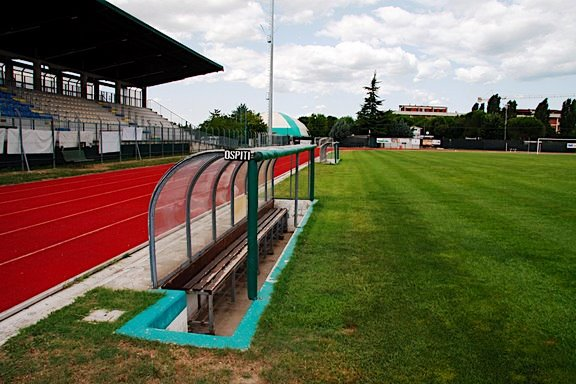
Blick ins Stadio Valentino Mazzola

Santarcangelo Calcio trägt seine Heimspiele im Stadio Valentino Mazzola in Santarcangelo di Romagna aus. Die Sportstätte wurde in den frühen 1970er-Jahren erbaut und bietet heutzutage Platz für 2.064 Zuschauer.
Benannt ist das Stadion nach Valentino Mazzola, dem Kapitän des so genannten Grande Torino, also der erfolgreichen Mannschaft des damaligen AC Turin, die zwischen 1942 und 1949 einzig mit Unterbrechung durch den Zweiten Weltkrieg fünfmal in Serie die italienische Meisterschaft gewann. Am 4. Mai 1949 wurde fast die komplette Mannschaft des AC Turin beim Flugunfall von Superga getötet. Auch Valentino Mazzola war unter den Opfern des Unfalls. Wenngleich Mazzola keine Verbindungen zu Santarcangelo di Romagna hatte, trägt das städtische Fußballstadion dennoch seinen Namen.

## Erfolge
- Serie D: 1× (2010/11)

## Ehemalige Trainer
- Alberto Cavasin
- Agatino Cuttone
- Daniele Galloppa
- Michele Marcolini
- Filippo Masolini
- Franco Varrella
- Lamberto Zauli